# Изабелла Фарнезе
Изабелла Фарне́зе, Елизавета Фарнезе (итал. Elisabetta Farnese, исп. Isabel de Farnesio; 25 октября 1692 — 11 июля 1766) — королева Испании, супруга короля Филиппа V, дочь наследного принца Пармы Одоардо Фарнезе и Доротеи Софии Нейбургской. Имела колоссальное влияние на политику Испании на протяжении почти всей первой половины XVIII века.

## Ранние годы
Елизавета Фарнезе, принцесса Пармская родилась  25 октября 1692 года в Парме, в семье Одоардо Фарнезе и Доротеи Софии Нойбургской. Спустя год рождения у Елизаветы умер отец. Позже мать вышла замуж за её дядю Франческо Фарнезе, герцога Пармского.
Елизавета выросла в уединении во дворце в Парме. У неё были сложные отношения с матерью, но, как известно, она была глубоко предана своему дяде-отчиму.
Она могла говорить и писать на латыни, французском и немецком языках и была обучена риторике, философии, географии и истории, училась танцевать, изучала живопись у Пьетро Антонио Аванцини, любила музыку и вышивку.
Из-за отсутствия наследников мужского пола у её отца, пармскую корону наследовали братья Одоардо. В случае, если бы они не оставили наследников, трон должен был перейти Елизавете.  

## Брак
16 сентября 1714 года пармская принцесса вышла замуж по доверенности за короля Испании Филиппа V.
Елизавета Фарнезе покинула Парму в этом же месяце и отправилась в Испанию по суше.  Изначально намеревавшаяся путешествовать по морю, она заболела в Генуе, из-за чего поездка была задержана. По пути она встретила принца Монако и французского посла, которые передали ей подарки от короля Франции Людовика XIV. В ноябре Елизавета провела несколько дней в Байонне в качестве гостьи своей тётки по материнской линии, вдовствующей королевы Испании Марии-Анны Нойбургской, супруги бывшего короля Карла II. На франко-испанской границе пармскую принцессу встретил кардинал Альберони. При въезде в Испанию она отказалась расстаться со своей итальянской свитой в обмен на испанскую, как планировалось изначально.
23 декабря имевшая власть при дворе Мария Анна де Латремуй, известная как принцесса дез Юрсен, встретилась с женой короля, как камерфрейлина; принцесса рассчитывала, что новая королева так же попадет под её влияние, как и покойная. Однако де Латремуй была со скандалом смещена и отослана обратно во Францию. Елизавета после этого инцидента получила популярность среди испанской аристократии, которую не устраивало высокое положение принцессы дез Юрсен при дворе.
24 декабря состоялась встреча между Елизаветой и её супругом. Филипп V влюбился в неё с первого взгляда, как и в свою бывшую супругу.

## Королева Испании
В Испании имя Елизаветы испанизировалось и превратилось в Изабеллу.
Став королевой, Изабелла быстро взяла верх над безвольным Филиппом V. Она описывалась как отличный стрелок и наездница и часто охотилась вместе с супругом. Вначале она набрала лишний вес из-за большого аппетита.  Она расточительно тратила как на себя, так и на своих приближённых.
Получив власть, новоиспечённая королева Испании приступила к ликвидации французской партии и её влияния при дворе, заменив её собственными сторонниками. Главным советником Изабеллы Пармской был кардинал Джулио Альберони, который давал ей наставления в защите собственных интересов.
Сообщается, что она обладала физическим обаянием и целеустремленностью, имела амбиции к славе, одобрению и популярности. По словам французского посла, королева умела заставить короля поверить в то, что она желала, и тот разделял её вкусы, взгляды и эксцентричность.
Филипп также находился в сильной сексуальной зависимости от неё из-за своих религиозных убеждений, препятствовавших ему вступать в связи вне брака. Биполярная депрессия Филиппа V периодически мешала ему заниматься государственными делами. Таким образом вместо короля делами нередко единолично занималась его супруга.
В отличие от того, что было обычно для испанского монарха, Филипп V предпочитал делить апартаменты королевы, а не иметь свои собственные. Именно в апартаментах королевы он встречался со своими министрами. Проснувшись, он обсуждал правительственные дела с королевой, после чего пара совещалась с министрами. Изабелла Фарнезе присутствовала на всех заседаниях правительства, где обычно выступала вместо своего мужа, который чаще молчал.

### Политика
Изабелла Фарнезе отдавала предпочтение внешней политике, цель которой состояла в основном в том, чтобы усилить испанское влияние в итальянских государствах.
В 1719 году Изабелла, поддерживаемая Альберони, в числе главных целей которого было возвращение испанских владений в Италии, перешедших Савойскому дому после Утрехтского мира, привела Испанию к захвату Сицилии и войне с Францией. Она так энергично проводила эту политику что, когда войска двинулись к Пиренеям, она встала во главе одной из дивизий испанской армии.
В апреле 1719 года королева сопровождала короля в его кампании на фронт после французского вторжения. Одетая в сине-серебряную одежду, она постоянно обозревала и поощряла войска.
Однако внешнеполитические планы Изабеллы потерпели крах. Тройственный союз сорвал её планы, когда британские войска совершили набег на Виго. Альберони был смещён, при этом фактически единоличным правителем Испании становилась Изабелла Фарнезе.

### Отречение её супруга
В 1724 году, несмотря на уговоры, Филипп V отказался от престола в пользу своего сына от первого брака, ставшего королем Луисом I. Отрекшийся от престола король удалился во дворец Ла Гранха.

Во время правления Луиса Изабелла сохранила свою власть. Однако семь месяцев спустя молодой король умер, и Филипп V вновь вернулся на свой трон. Именно Изабелла вместе с министрами, папским нунцием и богословами убедила его вернуть себе корону.

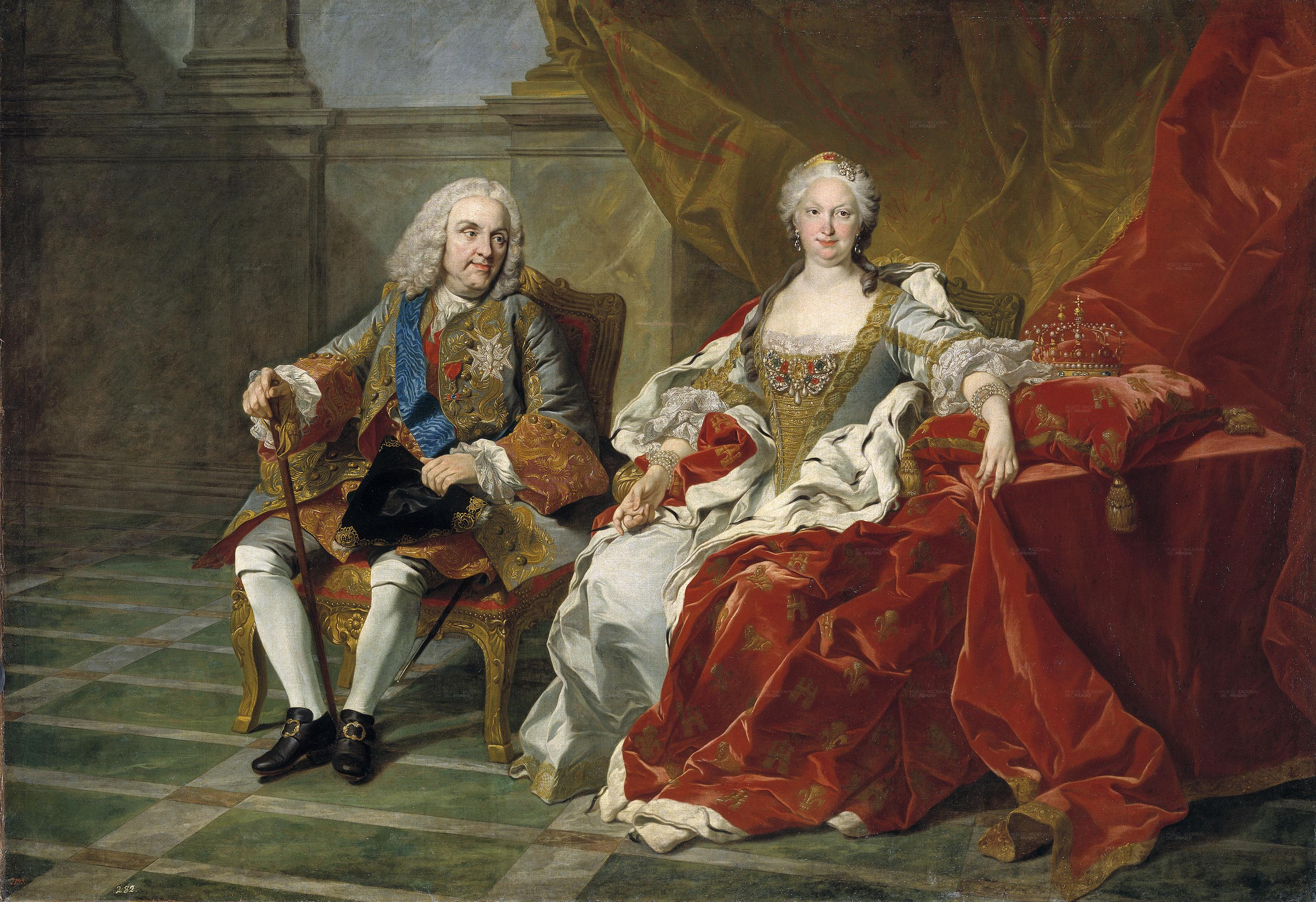
Филипп V и Изабелла Фарнезе в 1739 году, картина кисти Луи-Мишеля ван Лоо.

### Итальянские планы
К середине своего фактического правления Изабелла Фарнезе обеспечила троны для своих сыновей в Италии. В 1731 году европейские державы по Венскому договору признали её сына дона Карлоса в качестве герцога Пармского, а после Венского договора 1738 года он вступил на престол Неаполя и Сицилии. Её второй сын, Филипп, стал герцогом Пармским в 1748 году, основав тем самым новую ветвь династии Бурбонов - Пармских Бурбонов.

## Вдовствующая королева

герб Изабеллы, как вдовствующей королевы

9 июля 1746 года правление Изабеллы закончилось смертью Филиппа V и наследованием трона её пасынка короля  Фердинанда VI. Взойдя на трон, подобно своему отцу, Фердинанд передал управление государственными делами своей супруге Барбаре Португальской, французский посол изрядно высказался на этот счёт, что «скорее Барбара сменит Изабеллу, чем Фердинанд сменит Филиппа».
Как вдовствующая королева, Изабелла изначально не соглашалась делить власть. Она поселилась со своим двором в арендованном особняке в Мадриде, требовала, чтобы её держали в курсе всех дел, и открыто критиковала нового короля и королеву.  
До середины 1747 года португальский двор и Хосе де Карвахаль убеждали Барбару Португальскую считаться с вдовствующей королевой, однако в июле этого же года Изабелла была удалена в почетное изгнание во дворец Ла-Гранха, где провела остаток правления своего пасынка. Внешне это не сильно повлияло на положение вдовствующей королевы: она устраивала грандиозные приёмы, на которых приветствовала иностранных дипломатов, и поощряла оппозиционную критику в отношении Фердинанда VI.

### Королева-мать
После смерти Фердинанда испанский трон перешел к родному сыну Изабеллы, Карлу III, занимавшему до тех пор неаполитанский престол. До прибытия сына в Испанию в 1760 году Изабелла была назначена временным регентом королевства.
В дальнейшем, уже как королева-мать, Изабелла Фарнезе всё так же имела влияние на политику, хотя всё реже участвовала в государственных делах в связи с возрастом. В 1752 году она построила дворец Риофрио, как собственную резиденцию.
В конце жизни она проводила большую часть своего времени во дворцах Ла Гранха и Аранхуэс. Именно там она умерла в 1766 году в возрасте 73 лет. Похоронена рядом с мужем в Сан-Ильдефонсо.

## Дети
Изабелла была второй женой Филиппа V и родила ему 7 детей:
- Карл III (король Испании) (1716—1788);
- Франсиско (1717);
- Марианна Виктория (1718—1781), жена короля Португалии Жозе I;
- Филипп (1720—1765), герцог Пармский;
- Мария Тереза (1726—1746), 1-я жена Людовика, дофина Франции;
- Луис Антонио (1727—1785), «Кардинал-инфант», в морганатическом браке с доньей Марией Терезой де Вальябрига и Розас;
- Мария Антония (1729—1785), супруга Виктора Амадея III Савойского.